# トレリス (柵)

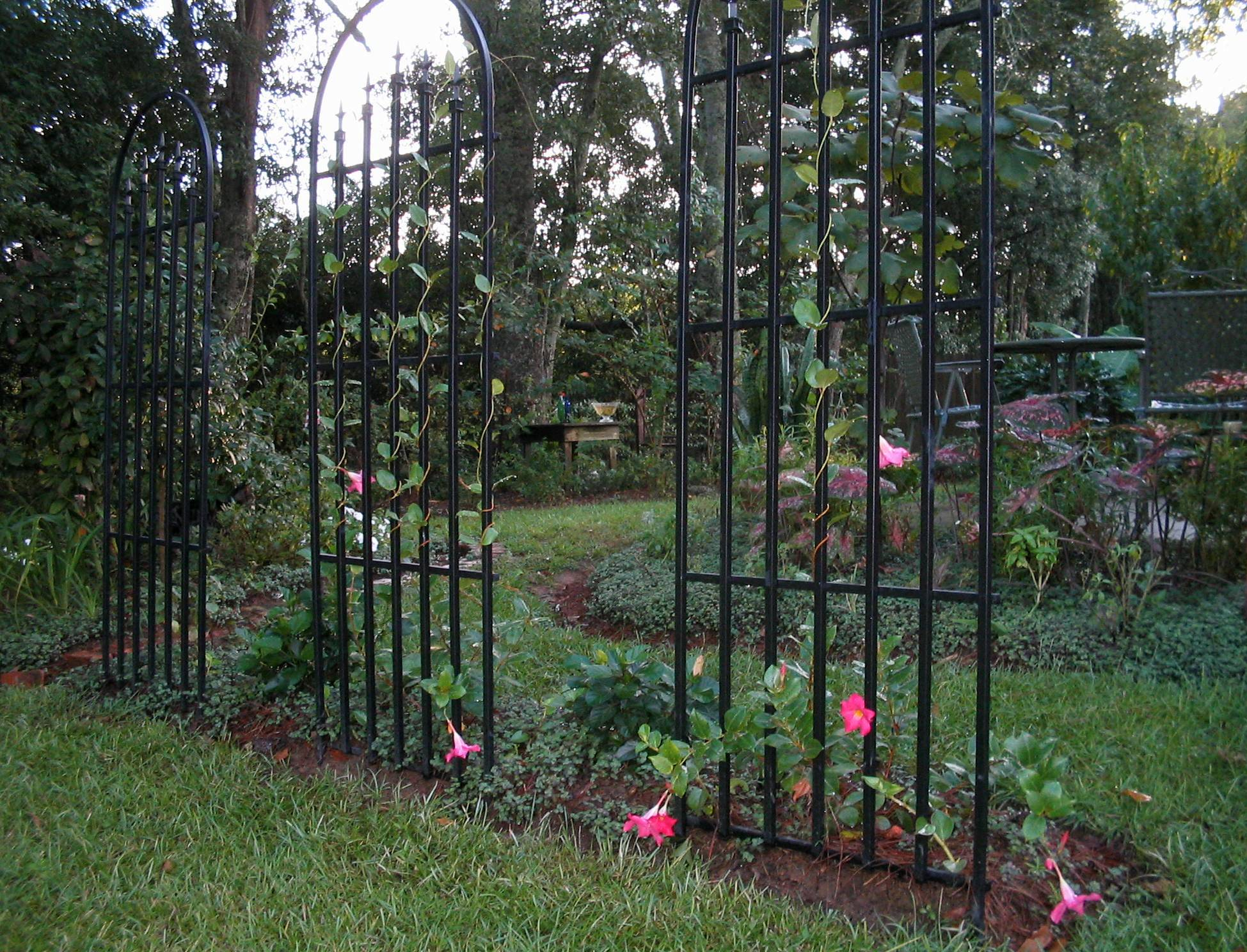
トレリス

トレリス（英語: trellis）は、西洋式庭園・ガーデニングの分野で使用される格子状のフェンス。おもにつるやつたを絡ませる用途で非常に良く活用されている。歴史的には苗床などで植物の成長において誘引に使うフェンスで、ここから庭園のアイテムに派生した。形状等もパネル式のものなどやスティック状のようなものまであるが、こうした資材全般をひろくトレリスと呼ぶようになっている。
さらにプランターボックスと一体化した商品であるトレリスプランター、トレリス付きプランターという名称で販売される商品もあり、業界の定番商品ともなって流通している。

## ラティスとトレリス
類似のものにラティス（Lattice）がある。
ガーデニング・エクステリア業界では、ラティスといえば格子状に板が張られた四角い枠付きの格子フェンス、つまりラティスフェンスを意味することが多い。フェンスの部分を省略してラティスの呼称で定着したのではないかとされており、つまりラティスの言葉がガーデニング・エクステリア資材としてのラティスフェンスを主に指すようになったかたわらで、トレリスの方は少々異なった意味合いで認識されるようになっている。このため違いがあるとすれば言葉の変遷で、もともとガーデニング業界でラティスフェンスと呼ばれたラティスはあくまで格子状の壁を意味していた。こうして本来ラティスフェンスは格子状の柵・フェンス類のことではあったものが、現在のガーデニング界隈ではトレリスが植物を絡ませて飾るデコレーションフェンス類、ラティスがおもに格子状に板張りされたガーデン用フェンス・パネル資材のフェンス類と解釈される。ところでラティスフェンスも植物を絡ませることもできるが、目隠しの目的が強く、そしてハンギングバスケット、プランター類を吊り下げたりという利用方法などが多く派生し、というイメージで捉えられることが多い。
トレリスもラティスも材質も木製のものから樹脂製ものまで様々であり、特にトレリスはデコレーション的な意味合いのある用途であるので、ビジュアルデザインを重視したアイテムが多く、ラティスフェンス以上に様々な形状の商品がある。そのため、まったく格子形状ではないのにトレリスと呼ばれる商品も多数あるし、ラティスフェンスからもいろいろなバリエーションが生まれ、格子部分が全くなくなっているフェンス状のものまでも、派生的にラティスの名称で呼ばれるようになる。
つまり製品としてならば日本では明確な区別などはないので、ラティスフェンスをトレリスと呼んでもいっこうに差し支えないことになるが、厳密にはトレリスが植物を這わせる用途、ラティスについては目隠しフェンス用途のものという解釈が正確とされるようである。

## 格子垣
ラティスLattice と トレリスTrellis は、どちらも英語であるほか、ともに格子状という意味を持つ言葉であるので、もとの言語を日本語にしようとするとどちらも格子もしくは格子状のもの、と、言葉の意味するところはほとんど同じ意味で使われている。
このため、格子垣（こうしがき）という呼称も存在する。格子垣はラティスやトレリスの他に、ときに日本の生垣もしくは竹垣などで格子状のもの、例えば建仁寺垣なども建仁寺格子垣などと呼ばれることもある。日本のこれら特に竹垣は用途的には目隠しつまりラティスに近いが、生垣で同じ格子状の垣である四ツ目垣などはトレリスに近い。

## 歴史
トレリスは古くから存在していて、それこそ古代エジプトよりも古い可能性がある技術であるともされているが、すでに中世のヨーロッパでは壁として空間を飾るためというよりも、主に農作物や樹木の苗を育てるために樹形姿を導くのが通例であったようで、そこから現在の用途に派生したようである。そしてこうした技術がどのように完成していったかは、今日までに歴史的に残る庭園たとえばフランス式庭園での平面幾何学的形状、植物の秩序と制御が、主要な要素となってみることができる。
空間の利用において、トレリスで育てたときに際立つ特徴は伝統的に庭師や農家がよく知っており、それは列植栽培し、枝が両側にのみ成長するように剪定すれば、メンテナンスが簡単になるというものである。つまりこのようにすれば害虫や病気に対してもそれほど脆弱とはならないという事で、各植物に費やす必要労力と時間が削減されるのである。